# A14 (Zwitserland)
De Zwitserse A14 is een korte autosnelweg verbinding van 29 kilometer, opgedeeld in twee gedeeltes. Het eerste tracé van ca. 15 km verloopt van de A2 bij Luzern naar de A4 bij Rotkreuz. Het tweede 11 km lange tracé loopt vervolgens vanaf de A4 bij Cham naar de H4 bij Sihlbrugg. De snelweg is een belangrijk onderdeel uit het wegennet van midden Zwitserland en behoort tot de Nationaalstrasse 14 (N14).
De snelweg volgt de rivier Reuss, welke twee keer wordt overgestoken. De Reussbrücke bij de tweede oversteek is de op een na hoogste brug van kanton Zug.
Het tracé tussen Cham en Sihlbrugg behoorde tot 2020 tot de A4a. Na de overdracht van de A4a van het kanton Zug naar de federale overheid, werd de snelweg in de A14 geïntegreerd.